# Controvèrsia del càlcul

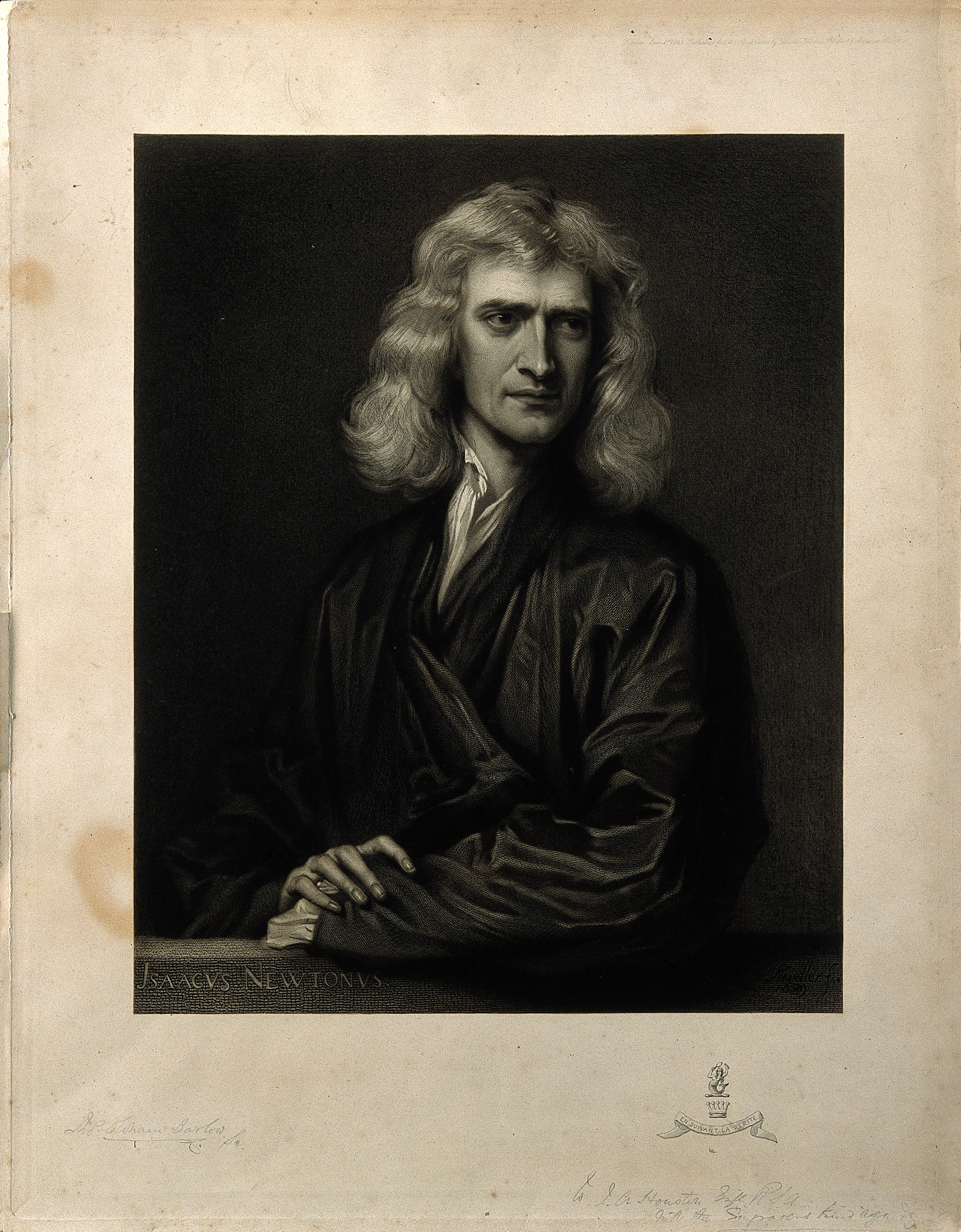
Sir Isaac Newton

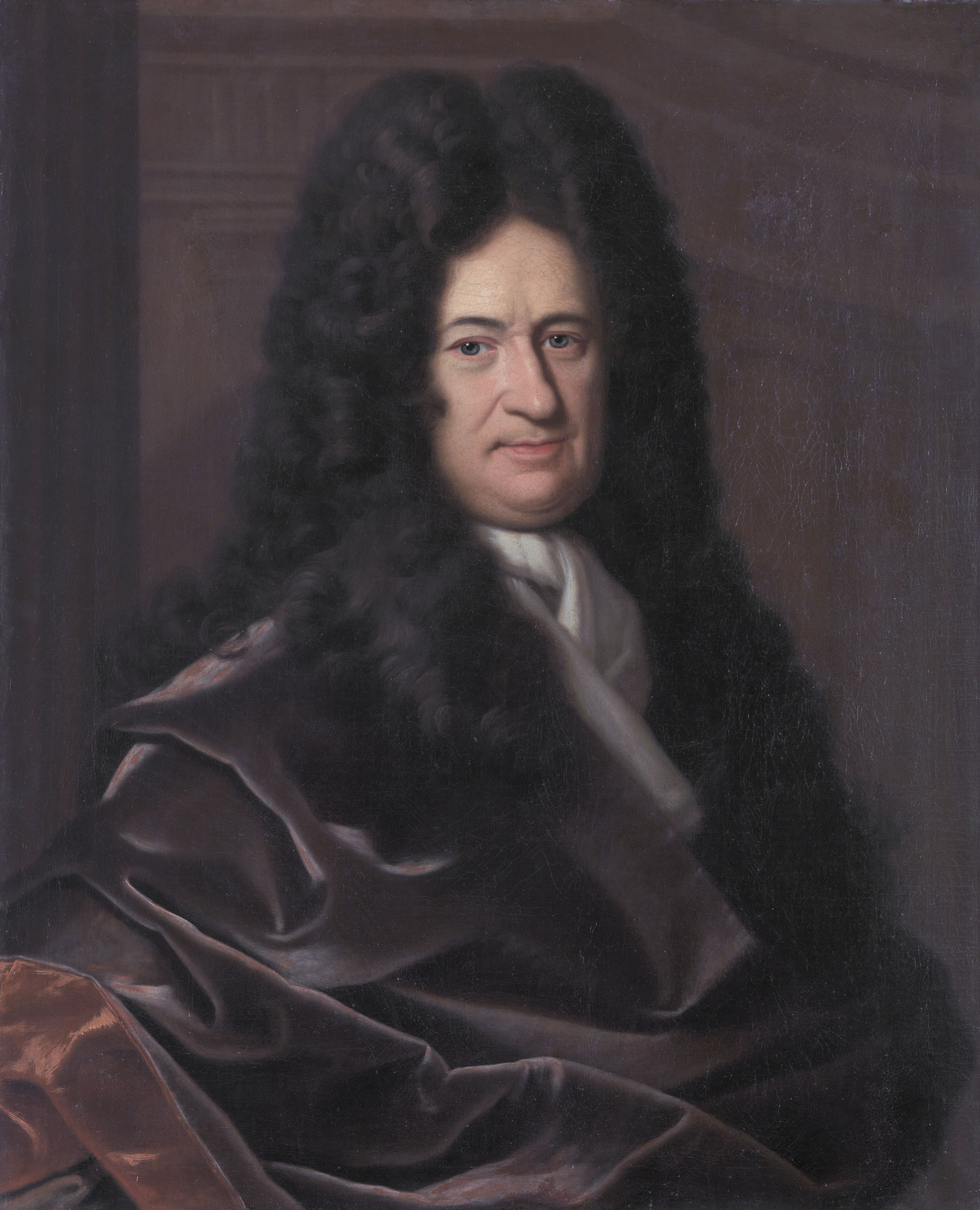
Gottfried Wilhelm von Leibniz

La coneguda com a controvèrsia del Càlcul va ser una discussió entre dos matemàtics del segle xvii, Isaac Newton i Gottfried Leibniz (principalment mantinguda pels seus deixebles) sobre quin d'ells va ser qui va inventar el Càlcul infinitesimal. Aquesta disputa va començar al voltant de 1699, però no va esclatar amb força fins al 1711.
Per una banda, Newton afirmava que ell havia començat a treballar en una forma de càlcul (que va anomenar " mètode de fluxions i fluents ") l'any 1666, quan tenia 23 anys, però que no el va publicar fins molts anys després, com una anotació de menor importància en una de les publicacions. D’altra banda, Leibniz sostenia que va començar a treballar en una variant del càlcul l'any 1674, de la qual va publicar un treball sobre el tema l’any 1684.
La tardança en la publicació de les idees de Newton va ser perquè no va quedar del tot satisfet amb les justificacions matemàtiques, ja que era conscient de la debilitat teòrica dels infinitesimals. En conseqüència, va reformular la seva teoria, que es va anomenar «geometria dels fluents i les fluxions», basada en la geometria tradicional, on va introduir elements que el van acostar al que avui dia coneixem com a Càlcul. Encara que sí que va explicar la interpretació geomètrica del càlcul, no va explicar la seva notació fluxional per al càlcul fins al 1693.
L'any 1696, el matemàtic francès L'Hôpital va publicar Analyse donis infiniment petits pour l'intelligence donis lignes courbes, convertint-se en el primer llibre de text de càlcul diferencial mai escrit. Allà hi va reconèixer les contribucions de Newton, però també va remarcar que el mètode de Leibniz era molt més fàcil i ràpid d'entendre a causa de la notació que utilitzava. Això últim va portar a L'Hôpital a sostenir que l'exposat per Newton en el seu llibre Principia era, gairebé en tota la seva totalitat, el càlcul desenvolupat per Leibniz.

## Antecedents
Els últims anys de la vida de Leibniz, 1710-1716 van ser amargats per una llarga controvèrsia amb John Keill, Newton i altres, sobre si Leibniz havia descobert el càlcul independentment de Newton, o si simplement havia inventat una altra notació per a idees que eren fonamentalment de Newton. L'aspecte més destacat d'aquesta lluita va ser que cap participant va dubtar en cap moment que Newton ja havia desenvolupat el seu mètode de fluxions quan Leibniz va començar a treballar en el càlcul diferencial. No obstant, no hi havia aparentment cap prova més enllà de la paraula de Newton.
El càlcul infinitesimal es pot expressar en la notació de fluxions o en la notació diferencial, o també es pot expressar de forma geomètrica, com ho va fer Newton a Principia de 1687. Newton ja va utilitzar fluxions el 1666, però no va publicar res de la seva notació fins al 1693. El primer ús dels diferencials als quaderns de Leibniz es remuntar a 1675, i posteriorment va utilitzar aquesta notació en una carta de 1677 dirigida al propi Newton. A més a més, la notació diferencial va aparèixer a les memòries de Leibniz de 1684.
L'afirmació que Leibniz va inventar el càlcul independentment de Newton es basa en el fet que Leibniz:
1. Va publicar una descripció del seu mètode alguns anys abans que Newton publiqués res sobre fluxions.
2. Sempre es refereix al descobriment com si fos la seva pròpia invenció. La qual cosa va ser indiscutible per alguns anys.
3. A causa de la seva trajectòria, gaudia de la forta presumpció de que actuava de bona fe.
4. Va demostrar en els seus papers personals un desenvolupament de les idees del càlcul d'una manera independent a la trajectòria que seguida per Newton.

Segons els detractors de Leibniz, per a refutar això només calia demostrar que:
1. Va veure alguns dels papers de Newton sobre el tema abans de 1675, o com a molt el 1677.
2. Va obtenir les idees fonamentals del càlcul d'aquests papers. Ells veuen irrellevant el fet que l'al·legació de Leibniz fos indiscutible durant alguns anys.

No es va intentar refutar la premissa 4, ja que no es coneixia al moment; però és la que ofereix la més forta de les evidències que Leibniz va arribar al càlcul independentment de Newton. Aquesta evidència, però, continua sent qüestionable basant-se en el descobriment d'una investigació que sosté que Leibniz va modificar les dates i va canviar els fonaments de les notes "originals". No només en aquest conflicte intel·lectual, sinó en diversos altres (també va publicar calúmnies 'anònimes' de Newton en respecte la controvèrsia, i en un principi, va negar ser-ne l'autor). D’altra banda, les notes de Leibniz exposades a la investigació mostren com ell va arribar primer a la integració, la qual va veure com una generalització de la suma de les sèries infinites, mentre que Newton va començar a partir de les derivades. No obstant això, suposar que el desenvolupament del càlcul va ser totalment independent entre les obres de Newton i Leibniz és fals, ja que tots dos tenien algun coneixement dels mètodes de l'altre (tot i que Newton va fer desenvolupar la majoria dels fonaments abans que Leibniz comencés). De fet, van treballar junts en alguns aspectes, en particular, en les sèries de potències, com es mostra en una carta a Henry Oldenburg que data del 24 d'octubre de 1676, on Newton comenta que Leibniz havia desenvolupat una sèrie de mètodes, un dels quals era nou per a ell. Tant Leibniz com Newton van poder veure, a través d’aquest intercanvi de cartes, que el mètode de l'altre era molt proper al càlcul, però només Leibniz es va pronunciar respecte això, en una publicació, en esmentar-ho.
Que Leibniz veiés alguns dels manuscrits de Newton sempre havia sigut una hipòtesi probable. El 1849, C.I. Gerhardt, en revisar els manuscrits de Leibniz, va trobar extractes de l'obra de Newton "De Analysi per æquationes numero terminorum infinites" (publicat el 1704 com a part de la De Quadratura curvarum però que prèviament ja havia estat circulant entre alguns matemàtics després que Newton donés una còpia a Isaac Barrow el 1669 i que aquest li l'enviés a John Collins). L'existència d'aquests extractes no s'havia sospitat, ja que estan reescrits amb la notació diferencial de Leibniz. Per això, quan es van trobar, es van convertir en el més important. Se sap també que una còpia del manuscrit de Newton havia estat enviada a Ehrenfried von Tschirnhaus el maig de 1675, una època en què ell i Leibniz eren col·laboradors; això obre la possibilitat que aquests extractes es fessin aleshores. També és possible que s'haguessin ideat el 1676, quan Leibniz va discutir l'anàlisi per sèries infinites amb Collins i Oldenburg, d'aquesta manera seria probable que li haguessin mostrat el manuscrit de Newton sobre el tema, ja que segurament els dos el posseïen. D'altra banda, es pot suposar que Leibniz va fer certs extractes de la còpia impresa durant el 1704 o fins i tot després. Poc abans de morir, Leibniz va admetre en una carta a l'abat Antonio Schinella Conti, que el 1676 Collins li havia mostrat alguns dels papers de Newton, però Leibniz també va donar a entendre que eren de poc o cap valor. Se suposa que es referia a les cartes de Newton del 13 de juny i 24 d'octubre de 1676, i també a la carta del 10 de desembre de 1672, amb el mètode de la tangent, extractes els quals acompanyaven l'anterior carta del 13 de juny.
Si Leibniz va utilitzar el manuscrit del qual n'havia copiat extractes, o si ell havia inventat prèviament el càlcul, són qüestions sobre les quals no hi ha evidència directa disponible en l'actualitat. No obstant això, és important comentar que els documents no publicats inèdits mostren que Newton va ser molt precís en tota la controvèrsia l'any 1711, ell va identificar aquest manuscrit com un dels quals probablement havia caigut a les mans de Leibniz. En aquest moment no hi havia proves directes que Leibniz havia vist aquest manuscrit abans que s'imprimís en 1704; per tant, la conjectura de Newton no va ser publicada. Però el descobriment de Gerhardt, d'una còpia feta per Leibniz, tendeix a confirmar la seva exactitud. Els que qüestionen la bona fe de Leibniz al·leguen que a un home de la seva capacitat, el manuscrit, especialment si estava complementat per la carta del 10 de desembre de 1672, va ser suficient per donar-li una pista en quant als mètodes de càlcul. A partir del treball de Newton on s'utilitza la notació fluxional, qualsevol persona amb les capacitats de Leibniz podria construir alguna cosa similar inventant una nova notació, encara que molta gent negui aquesta afirmació.

## Desenvolupament
El 1696, ja uns anys després dels esdeveniments que es van convertir en el tema de la disputa, la posició encara semblava prou pacífica: Newton i Leibniz havien fet reconeixements limitats del treball de l'altre, però el 1696, el llibre de L'Hôpital sobre el càlcul amb un punt de vista leibnizià també havia reconegut l'obra de Newton publicada l'any 1680 com «gairebé tot sobre aquest càlcul» (presque tout de ce calcul), però va expressar la seva preferència per la comoditat de la notació de Leibniz.
Al principi, no hi havia motius per sospitar de la bona fe de Leibniz. El 1699, Nicolas Fatio havia acusat a Leibniz de plagiar a Newton. Però no va ser fins a la publicació, l'any 1704, d'una revisió anònima dels camins de la quadratura de Newton, la qual implica que aquest havia pres la idea del càlcul de Leibniz, però tots els matemàtics dubtaven que Leibniz hagués inventat el càlcul independentment de Newton. Pel que fa a la revisió del treball de quadratura de Newton, tots admetien que no hi havia cap justificació o autoritat de les declaracions realitzades sobre ell, que es van atribuir correctament a Leibniz. Però el debat posterior va portar a un examen crític de tota la qüestió i van sorgir els dubtes: la idea fonamental que tenia Leibniz va derivar del càlcul de Newton? Les acusacions en contra de Leibniz, com van publicar els amics de Newton, es resumeixen en la Commercium epistolicum de 1712, que fa referència a totes les denúncies. Aquest document va ser fabricat completament per Newton.
No existeix un resum (que reculli fets, dates i referències) del punt de vista de Leibniz fet pels seus amics; però Johann Bernoulli va intentar debilitar l'evidència indirecta atacant personalment a Newton en una carta que data del 7 de juny de 1713. Quan es va pressionar a Bernoulli perquè donés una explicació, aquest va negar haver escrit la carta. Després d'acceptar la negació, Newton va afegir en una carta privada a Bernoulli on li reclamava les raons per la qual ell s'havia posicionat en la controversia:
| «                  | Jo mai he entès la meva fama a l'estranger, però m'interessa especialment preservar el meu caràcter honest, que l'autor d'aquesta carta, com si fos un gran jutge, ha intentat prendre'm. Ara que sóc vell, tinc poc plaer en els estudis matemàtics, i mai he intentat propagar les meves idees pel món, sinó més aviat he tingut cura de no involucrar-me en disputes a causa d'elles. | » |
| — Sir Isaac Newton | |   |

Leibniz va explicar el seu silenci de la següent manera, en una carta a Conti que data del 9 d'abril de 1716:
| «                               | Per tal de respondre punt per punt a tota l'obra publicada en contra meva, hauria d'entrar en molts detalls del que va passar fa trenta o quaranta anys enrere, dels que recordo poc: hauria de buscar les meves velles cartes, dels quals moltes estan perdudes. D'altra banda, en la majoria dels casos no en vaig guardar una còpia, i quan ho vaig fer, la còpia està enterrada en un munt de papers, que podria ordenar únicament amb temps i paciència. He gaudit de poc temps lliure, però últimament l'he desaprofitat en qüestions de naturalesa totalment diferent. | » |
| — Gottfried Wilhelm von Leibniz | |   |

Si bé la mort de Leibniz va posar fi temporalment a la polèmica, el debat es va mantenir durant molts anys.
Per als partidaris de Newton, es tractava de la paraula de Leibniz contra la resta, amb alguns detalls sospitosos. La seva possessió no reconeguda d'una còpia de part d'un dels manuscrits de Newton pot ser explicable; però sembla que en més d'una ocasió, Leibniz va alterar deliberadament els documents importants (per exemple, la carta del 7 de juny de 1713, en el Charta Volans, i en la del 8 d'abril de 1716, en l'Acta Eruditorum), abans de la seva publicació, i va falsificar una data en un manuscrit (1675 sent alterat per 1673). En resum, tot això posa en dubte el seu testimoni.
S'han de tenir en compte diversos punts. La destresa intel·lectual de Leibniz, com ho demostren els seus altres èxits, de que tenia capacitats més que suficients per inventar el càlcul. Se l'acusava d'haver-se servit d'una sèrie de suggeriments per desenvolupar el càlcul, no d'haver-ne copiat una presentació; és possible que, ja que no publicà els seus resultats de 1677 fins a 1684 i que la notació diferencial era invenció seva, Leibniz minimitzés 30 anys després l'eventual benefici obtingut de la lectura dels manuscrits de Newton. A més, és possible que trobés irrellevant la qüestió de la prioritat en el càlcul al costat de la potència expressiva assolida amb la seva notació.
En tot cas, hi va haver un esdeveniment que va contaminar tot l'assumpte des del principi. La Royal Society va establir un comitè per pronunciar-se sobre el conflicte, en resposta a una carta que havia rebut de Leibniz. Aquest comitè mai va demanar a Leibniz donar la seva versió dels fets. L'informe de la comissió, a favor de Newton, va ser escrit pel mateix Newton i publicat com "Commercium epistolicum" (esmentat anteriorment) a principis de 1713. Però Leibniz no ho va veure fins a la tardor de 1714.
L'opinió predominant el segle xviii estava en contra de Leibniz (a Gran Bretanya, no al món de parla alemanya). Avui el consens és que Leibniz i Newton, de forma independent, van inventar i van descriure el càlcul a Europa el segle xvii.
Sens dubte, va ser Isaac Newton qui primer va idear un nou càlcul infinitesimal i va elaborar un algoritme àmpliament extensible, les potencialitats del qual s'entenen completament; d'igual manera, el càlcul diferencial i integral, la font de grans esdeveniments que influeixen contínuament des de 1684 fins avui dia, va ser creat independentment per Gottfried Leibniz. (Hall, 1980: 1)
| «                             | Tot i […] punts de semblança, els mètodes (de Newton i Leibniz) són profundament diferents, així que prioritzar el rol de cadascun és una ximpleria. | » |
| — Grattan-Guinness, 1997: 247 | |   |

D'altra banda, altres autors han posat èmfasi en les equivalències i correlació mútua dels mètodes: aquí N.Guicciardini (2003) sembla confirmar a L'Hôpital (1696) (ja citat):
| «                        | Les escoles de Newton i Leibniz van compartir un mètode matemàtic comú. Van adoptar dos algorismes, el mètode analític de fluxions, i el càlcul diferencial i integral, que eren relacionables l'un a l'altre. | » |
| — Guicciardini, 2003:250 | |   |